# 草原の椅子
『草原の椅子』（そうげんのいす）は宮本輝の新聞連載小説。1997年12月から1年間『毎日新聞』朝刊に連載され、1999年に毎日新聞社で上下2巻として書籍化された。2013年には成島出監督で映画化されている。
50代の男性が母親に虐待されて育った少年らとともにパキスタンのフンザを目指して旅する物語。宮本が阪神・淡路大震災で被災したことをきっかけに、シルクロード6700キロ、40日にわたる旅に出た体験をもとに、その後50歳のときに執筆された。

## ストーリー
遠間憲太郎は50歳の会社員。阪神淡路大震災後、桃源郷ともよばれるフンザに旅してその地の老人から「あなたの瞳のなかには、三つの青い星がある。ひとつは潔癖であり、もうひとつは淫蕩であり、さらにもうひとつは使命である。」という不思議な言葉を告げられた経験を持つ。現在は妻と離婚し、大学生の娘と阪神間の夙川で暮らしている。街は震災から復興したが、憲太郎の心の底にはまだ震災で受けた衝撃が残っていた。
ある日、憲太郎は幼時に実の母親から虐待を受けていた4歳の少年、圭輔に出会い、その世話を手伝うことになる。取引先の社長で同じ歳の富樫重蔵との仕事を越えた友情に助けられながら、憲太郎は圭輔へのいとおしさを深めていく。憲太郎はまた、趣味の店で出会った篠原貴志子に密かに惹かれる。
憲太郎は富樫とフンザに旅する計画を立て始めたが、衝動的に貴志子をフンザ行きに誘い、さらには圭輔を同行させざるを得ない状況になる。

## 書籍
- 毎日新聞社 1999年 上巻 ISBN 4-620-10599-6・下巻 ISBN 4-620-10600-3
- 幻冬舎文庫 2001年 上巻・下巻
- 新潮文庫 2008年 上巻・下巻

## 映画
2013年2月23日に公開された日本映画。監督は成島出。
宮本作品が映像化されたのは1997年の『私たちが好きだったこと』以来。

### キャスト
- 遠間憲太郎：佐藤浩市

カメラメーカーに勤める中間管理職のサラリーマン。
- 富樫重蔵：西村雅彦
- 篠原貴志子：吉瀬美智子
- 喜多川祐未：小池栄子
- 鍵山：AKIRA
- 遠間弥生：黒木華
- 喜多川圭輔：貞光奏風
- 喜多川秋春：中村靖日
- 道代：若村麻由美
- 富樫の母：草村礼子
- 富樫茂雄：井川比佐志

### スタッフ
- 監督：成島出
- 原作：宮本輝
- 脚本：加藤正人、奥寺佐渡子、真辺克彦、多和田久美、成島出
- 主題歌：GLAY「真昼の月の静けさに」
- 撮影監督：長沼六男
- エグゼクティブ・プロデューサー：原正人
- 企画・設計：原オフィス
- 製作プロダクション：東映東京撮影所
- 配給：東映
- 製作：「草原の椅子」製作委員会（東映、木下工務店、ティー ワイ リミテッド、ホウショウ、東映ビデオ、テレビ朝日、プレジデント社、フィールズ、キングレコード、読売新聞社、博報堂、博報堂DYメディアパートナーズ、北日本新聞社、エース・プロダクション）

### 製作
パキスタンのフンザ、カリマバード、スカルドゥなどで約1か月半に渡る長期撮影が行われた。この地域での長期撮影は世界初。
2000年に原正人が入院し、その間に読んだ『草原の椅子』に感動したのが製作のきっかけ。しかし数名の脚本家に依頼するも難航し、製作開始から成島に出会い完成まで10年以上の時間がかかった。原は本作でプロデューサーは引退する。

### 封切り
2月28日に「日本パキスタン友好樹立60周年記念」として、パキスタンの首都イスラマバードにある国立美術館大ホールで試写会が行われた。
日本では2013年2月23日に公開された。翌年発表の東映作品の興行収入では、本作の最終興収については発表対象外とされた。

### 受賞歴
- 第37回日本アカデミー賞新人俳優賞（黒木華、『舟を編む』と合わせて）[8]
- 第56回ブルーリボン賞 新人賞（黒木華、『舟を編む』『シャニダールの花』と合わせて）[9]
- 第23回日本映画批評家大賞 新人賞（黒木華）[10]